# Szenenbild
Das Szenenbild ist die bewusst gestaltete Welt eines Films, gleichsam die Kulisse der Geschichte, ihr Handlungsspielraum. Die Schöpfer des Szenenbildes werden als Szenenbildner (englisch production designers) bezeichnet. Der Begriff „Szenenbild“ ist in der deutschen Sprache seit 1918 nachgewiesen. In Bezug auf Theaterinszenierungen entspricht das Berufsbild dem des Bühnenbildners (englisch stage designer).

## Abgrenzung
Für die Berufsbezeichnung Szenenbildner werden im deutschsprachigen Raum die Begriffe Filmarchitekt, Art Director, Ausstatter, Szenograph teilweise synonym verwendet. Jedoch ist zwischen den Begriffen abzugrenzen.
So werden etwa die Filmarchitekten meistens als ein Teilbereich des Szenenbilds verstanden und sind demnach vor allem mit den Bauten befasst, ähnlich dem Berufsbild des Art Director im englischsprachigen (internationalen) Raum. Allerdings ist der Art Director bei internationalen Produktionen hauptverantwortlich für die künstlerisch-technische Koordination und Leitung einer oder mehrerer Sets. Der SFK (Verband der Szenenbildner, Filmarchitekten und Kostümbildner) teilt diese Auffassung, welcher Filmarchitektur (Art Director) und Szenenbild als ein und dieselbe Berufsbezeichnung sieht. Die Aufgaben eines Art Director werden im deutschsprachigen Raum manchmal von der Szenenbildassistenz (selten auch Ausstattungsassistenz genannt) wahrgenommen und betreffen meist nur kleine szenenbildnerische Anpassungen an vorhandenen Lokalitäten (Drehorten). Die Aufgaben sind nicht vergleichbar mit den vielfältigen Verantwortungsbereichen eines internationalen Art Director.
Der vor allem in Österreich noch häufig verwendete Titel des Ausstatters wird von vielen Szenenbildnern abgelehnt, weil er sie stark an Ausstaffieren (wie beim Herrenausstatter) erinnert; die Aufgaben der Szenenbildner gehen jedoch weit über das bloße Einrichten von Räumen hinaus. Die Arbeit des Szenenbildners trägt neben Regiearbeit und Kameraführung wesentlich zur Optik eines Films bei. Der Titel des Szenografen wurde in der DDR für dasselbe Berufsbild wie das des Szenenbildners verwendet und findet heute noch vereinzelt Anwendung. Er führt aber leicht zu Missverständnissen, da er heute eigentlich verschiedene Berufe beschreibt und zusammenfasst, denen allen die räumlich-dramaturgische Gestaltung eines Ortes gemein ist, zum Beispiel für Ausstellungen (in Museen oder ähnlichen Einrichtungen), Installationen im öffentlichen Raum, Bühnenbilder oder Messestände.
Die englischsprachige Formulierung Production Designed By (deutsch Szenenbild der Produktion von) wurde erstmals 1939 bei Vom Winde verweht verwendet, um die hervorragende Arbeit William Cameron Menzies bei der Gestaltung und Produktion des Films zu würdigen. Der Titel Production Designer ist in den Vereinigten Staaten geschützt und muss vor der Verwendung bei der Amerikanischen Art Directors Guild, I.A.T.S.E 800 durch die Produzenten als Auszeichnung beantragt werden.

## Geschichte
Die Entstehung des Szenenbildes hängt sehr stark mit der Entstehung des Mediums Film zusammen, findet aber Vorläufer etwa in der szenischen Gestaltung einer Laterna Magica. Diese vorindustriellen Projektoren arbeiteten zu Anfang mit handgemalten Bildern auf Glasplatten, so genannten Laternenbildern, die durch das Aneinanderreihen von Bildserien (ähnlich einer Diashow) kurze Geschichten erzählten. Mit der Erfindung der Fotografie in der ersten Hälfte des 19. Jahrhunderts entwickelte dieses Medium sich weiter. Die handgemalten Bilder verschwanden nach und nach und wurden durch fotografische Glasdias ersetzt.
Im viktorianischen Großbritannien zwischen 1874 und 1914 tat sich James Bamforth als ein Produzent solcher Bildserien hervor. Waren die Bilder zu Anfang einfache Schwarzweißfotografien, so wurden sie bald durch handkolorierte Bilder ersetzt. Auch die Aufnahmen selbst wurden manipuliert. Verwendete man zu Beginn noch einfache Landschaftsaufnahmen oder fotografierte Theaterprospekte (Backdrops), so wurden diese bald speziell für die Produktion der Fotos hergestellt und die Backdrops wurden durch Kulissen und Requisiten ergänzt.
Ab hier kann man de facto beginnen von einem gestalteten Szenenbild zu sprechen. Für den Zuschauer entbehrten die Landschaften, Gebäude und Requisiten jeglicher Materialität und doch waren sie wichtig für die Geschichte. Dabei waren sie nicht bloßer Hintergrund für eine fiktive Handlung, sondern wesentlicher Bestandteil dieser.
Das Berufsbild des Szenenbildners entwickelte sich als eigenständiger Beruf jedoch erst so richtig, als das Medium Film entstand. Zu Anfang wurde noch mit den altbewährten Techniken des Theaters gearbeitet. Bemalte Kulissen und Hintergründe aus Pappmaschee und Sperrholz und die statische Kameraführung erinnern uns heute eher an eine abgefilmte Theateraufführung als an einen durchkomponierten Film. Hier sei Georges Méliès Werk Die Reise zum Mond von 1902 als Beispiel erwähnt. Der Ausstatter und Filmhistoriker Léon Barsacq nennt das Jahr 1908 als das Schlüsseljahr für die Entwicklung des Produktionsdesigns. Die Kamera wurde durch Bewegung zum unsichtbaren Akteur des Films und theaterartige, gemalte Kulissen wurden obsolet. Zur Erzeugung einer realistisch wirkenden Illusion wurden dreidimensionale Sets benötigt. Frühe Beispiele spektakulärer Szenenbilder finden sich in Filmen wie Cabiria (1914), Intoleranz (1916), Die Zehn Gebote (1923) und Metropolis (1927).
Während der Blütezeit des Studiosystems wurden Filme größtenteils im Studio realisiert und die Szenenbildner mussten durch ihre Szenenbauten die unterschiedlichsten Stadtszenarien realisieren. Mit dem Aufkommen des Farbfilms erhielten die Produktionsdesigner neue Ausdrucksmöglichkeiten. 1939 erhielt William Cameron Menzies für seine Arbeit an Vom Winde verweht, in der er alle Szenen mittels Storyboards akribisch vorplante, als erster Künstler seiner Berufssparte einen Credit im Filmabspann. Der Italienische Neorealismus und später die Nouvelle Vague und New Hollywood sorgten durch ihre oftmalige Beschränkung auf real existierende Schauplätze für einen zeitweiligen Niedergang einer aufwändigen Szenenbildkunst.
Die ersten Szenenbildner waren Bühnenbildner und Architekten und dementsprechend orientierten sich die ersten Vertreter dieser Zunft an ihren bisherigen Möglichkeiten was Entwurf, Arbeitsteilung und Technik anbetraf. Mit der Zeit entwickelte sich jedoch aus dieser Synthese von Architektur und Bühnenbild ein eigenständiges Berufsbild, indem man sich konsequent des neuen Mediums und seiner Möglichkeiten annahm und immer weitere Technik erfand, um die filmische Illusion immer perfekter und damit glaubhafter erscheinen zu lassen.
Heute können Filme wie Final Fantasy: Die Mächte in dir (2001, Regie Hironobu Sakaguchi, Moto Sakakibara, Szenenbild: Mauro Borelli) produziert werden, bei denen kein einziges Motiv mehr real gefunden oder hergestellt wurde, das ganze Szenenbild wurde im Computer erstellt. Production Designer arbeiten heute somit nicht nur im Vorfeld einer Filmproduktion, sondern sind durch den Einsatz von CGI auch erheblich an der Nachproduktion eines Films beteiligt. Computeranimationen, das heißt Virtuelle Architektur, treten immer häufiger an die Stelle tatsächlich gebauter Filmarchitektur. Für den Filmkonsumenten ist der Unterschied oft kaum zu bemerken, das Bild auf der Leinwand oder auf dem Bildschirm ist ja ohnehin eine Art Virtueller Realität.

## Aufgabenbereiche
Szenenbildner sind für die Gesamtgestaltung einer Filmwelt verantwortlich, und zwar in inhaltlicher, künstlerischer, technischer und auch finanzieller Hinsicht. Ihre Arbeit beginnt mit dem Lesen des Drehbuchs und der Einarbeitung in eine Geschichte. Die in den Drehbüchern beschriebenen Orte eines Films müssen auf ihre Tauglichkeit überprüft werden, manche erzeugen im Film keine besondere Atmosphäre, manche wirken zu altmodisch oder zu klischeehaft, andere Orte würden verwirren und nicht unbedingt zur Geschichte beitragen.

„Immerhin wäre ein Film ohne Dekor nackt.“

Szenenbildner entwickeln das Aussehen eines Films, sie definieren das Milieu: hochmoderne schicke Welt, 1970er Jahre Reihenhaussiedlung, Historisches mit Schlösschen im Park, abgewracktes Industrieviertel. Sie entwickeln Raumkonzepte und somit die Wirkung von bestimmten Szenen: gewaltig, beengt, verwirrend, beängstigend, prunkvoll etc. Sie erarbeiten Farbkonzepte um die Handlungsräume zu „säubern“ und bestimmte Stimmungen (schwer, erdrückend, leicht, beschwingt, verspielt etc.) zu erzeugen, zu verstärken oder zu bestimmten Zeitpunkten zurückzunehmen.
Szenenbildner beginnen ihre Arbeit Monate oder Jahre vor dem Rest des Stabs, sie recherchieren, sie erstellen eine Filmwelt auf dem Reißbrett, sie suchen gemeinsam mit Locationscouts oder Assistenten nach Drehorten, sie entwerfen Orte neu, sie kalkulieren die Kosten zur Umsetzung des Szenenbilds und besprechen die Finanzierbarkeit von Projekten mit der Produktion. In technisch aufwändigeren Projekten werden sie oft gemeinsam mit Stunt- und SFX-Spezialisten zur Beratung in Vorkalkulationen und Projektentwicklungen herangezogen.
Der prinzipielle Ansprechpartner in allen inhaltlichen und künstlerischen Fragen ist der Regisseur. In der unmittelbaren Drehvorbereitung werden Look, Farbkonzept und Bildausschnitte mit Kameramann und Kostümbildner abgestimmt, und das Szenenbild gemeinsam mit dem Art Department umgesetzt.
Im deutschsprachigen Raum besteht dasselbe aus dem Szenenbildner, den Assistenten, einem oder mehreren Außenrequisiteuren, einem oder mehreren Innenrequisiteuren (siehe Requisiteur), sowie dem Bauteam unter der Leitung des Bühnenbaumeisters. Die Hierarchie im US-amerikanischen Gewerkschaftssystem führt zur Arbeitsteilung bis ins kleinste Detail: Dem Szenenbildner (Production Designer) unterstehen Filmarchitekten (Art Directors), Assistenten (Assistant Production Designer & Assistant Art Director), Bühnenbaumeister (Leadman), Setdekorateure (Set Decorator) und Requisiteure (Property Master) mit jeweils eigener Budgethoheit. Den Setdekorateuren wiederum unterstehen Set Dresser und Innenrequisiteure (On-set Dresser).

## Ausbildung
Seit 1991 gibt es in Deutschland akademische Studiengänge an Hochschulen zur Ausbildung der Szenenbildner, der Deutsche Fachverband führt einige Ausbildungsstätten an. Darüber hinaus gibt es auch die Möglichkeit der Weiterbildung. So qualifiziert der Weiterbildungslehrgang Szenenbild/Kostümbild auch für angrenzende Bereiche wie Show, Event-Ausstattung und Musical-Ausstattung.
In Österreich und der Schweiz gibt es bis heute keine einschlägigen Ausbildungsmöglichkeiten. Szenenbildner kommen nach wie vor aus verschiedenen Fachrichtungen, unter anderem der Architektur (Hans Poelzig, Ken Adam), dem Bühnenbild oder der Malerei (Alexandre Trauner), learning by doing ist die Devise.
Neben einer abgeschlossenen Erstausbildung sind die zusätzlichen Anforderungen für den Bereich Szenenbild: nachgewiesene Erfahrungen als Bühnenbildner/-assistent im Theaterbereich oder nachgewiesenes Architektur- bzw. Innenarchitekturstudium. Und für den Bereich Kostümbild: nachgewiesene Erfahrungen als Kostümbildner/-assistent im Theaterbereich oder abgeschlossenes Modedesignstudium.

## Bekannte Szenenbildner (Auswahl)
- Werner Achmann (1929–2001)
- Ken Adam (1921–2016)
- Roland Anderson (1903–1989)
- Jonathan Barry (1935–1979)
- Gavin Bocquet (* 1953)
- John Box (1920–2005)
- Henry Bumstead (1915–2006)
- Christian Bussmann (* 1942)
- Alfred Bütow (1902–1986)
- Stuart Craig (* 1942)
- Andrea Crisanti (1936–2012)
- Richard Day (1896–1972)
- Aleksandar Denić (* 1963)
- Hans Dreier (1885–1966)
- Wolf Englert (1924–1997)
- Otto Erdmann (1898–1965)
- Dante Ferretti (* 1943)
- Cedric Gibbons (1893–1960)
- Alexander Golitzen (1908–2005)
- Ted Haworth (1917–1993)
- Robert Herlth (1893–1962)
- Willi A. Herrmann (1893–1968)
- Götz Heymann (1935–2025)
- Alfred Hirschmeier (1931–1996)
- Lothar Holler (* 1948)
- Otto Hunte (1881–1960)
- Nathan Juran (1907–2002)
- Erich Kettelhut (1893–1979)
- Hans-Jürgen Kiebach (1930–1995)
- Lothar Kuhn (1946–2017)
- Peter Lamont (1929–2020)
- Thomas Little (1886–1985)
- Heidi Lüdi (* 1949)
- Toni Lüdi (* 1945)
- Alex McDowell (* 1955)
- Peter Menne (* 1960)
- William Cameron Menzies (1896–1957)
- John Myhre
- Jean Rabasse (* 1961)
- Gretchen Rau (1939–2006)
- J. Michael Riva (1948–2012)
- Werner Schlichting (1904–1996)
- Jan Schlubach (1920–2006)
- Allan Starski (* 1943)
- Dean Tavoularis (* 1932)
- Alexandre Trauner (1906–1993)
- Anton Weber (1904–1979)
- Karl Weber (1897–1965)
- Götz Weidner (* 1942)
- Joseph C. Wright (1892–1985)
- Rolf Zehetbauer (1929–2022)
- Herman F. Zimmerman (* 1935)